# کیوت کمپانی
کیوت کمپانی (انگلیسی: The Qt Company) شرکت نرم‌افزار فنلاندی است، که در سال ۱۹۹۴ تأسیس شد.